# Soul Bubbles
Soul Bubbles è un videogioco rompicapo per Nintendo DS, sviluppato dallo studio francese Mekensleep e pubblicato dalla Eidos Interactive in Europa e Stati Uniti nel 2008. Nel 2009 viene pubblicato anche in Giappone da Interchannel con il titolo Awatama (あわたま?).

## Modalità di gioco

Schermata di gioco

Il giocatore impersona un giovane apprendista sciamano, che deve occuparsi delle anime perdute. Il giocatore deve creare delle bolle per difendere le anime. Il gioco contiene 8 mondi e 40 livelli.
Il giocatore deve completare ogni livello spostando tutti gli spiriti al cancello principale, dove le anime riposeranno per sempre, nutrendosi di polvere di stelle.

## Sviluppo
Il team responsabile fu prodotto da Olivier Lejade e Omar Cornut, con l'aiuto del veterano nel campo dei videogame, Frédérick Raynal. Raynal Ha lasciato il team nel 2006, per lavorare per il colosso Ubisoft.

## Accoglienza
Il gioco ha ottenuto un punteggio di 78/100 sul sito Metacritic. N-Europe lo ha descritto come un gioco "Incredibilmente rilassante", addirittura "il titolo per il quale il Nintendo DS è stato ideato". È stato nominato per diversi IGN awards, incluso  "Miglior Puzzle Game", Best New IP, e  "Design più innovativo".